# Liste der Ständigen Vertreter Brasiliens bei der IAEO

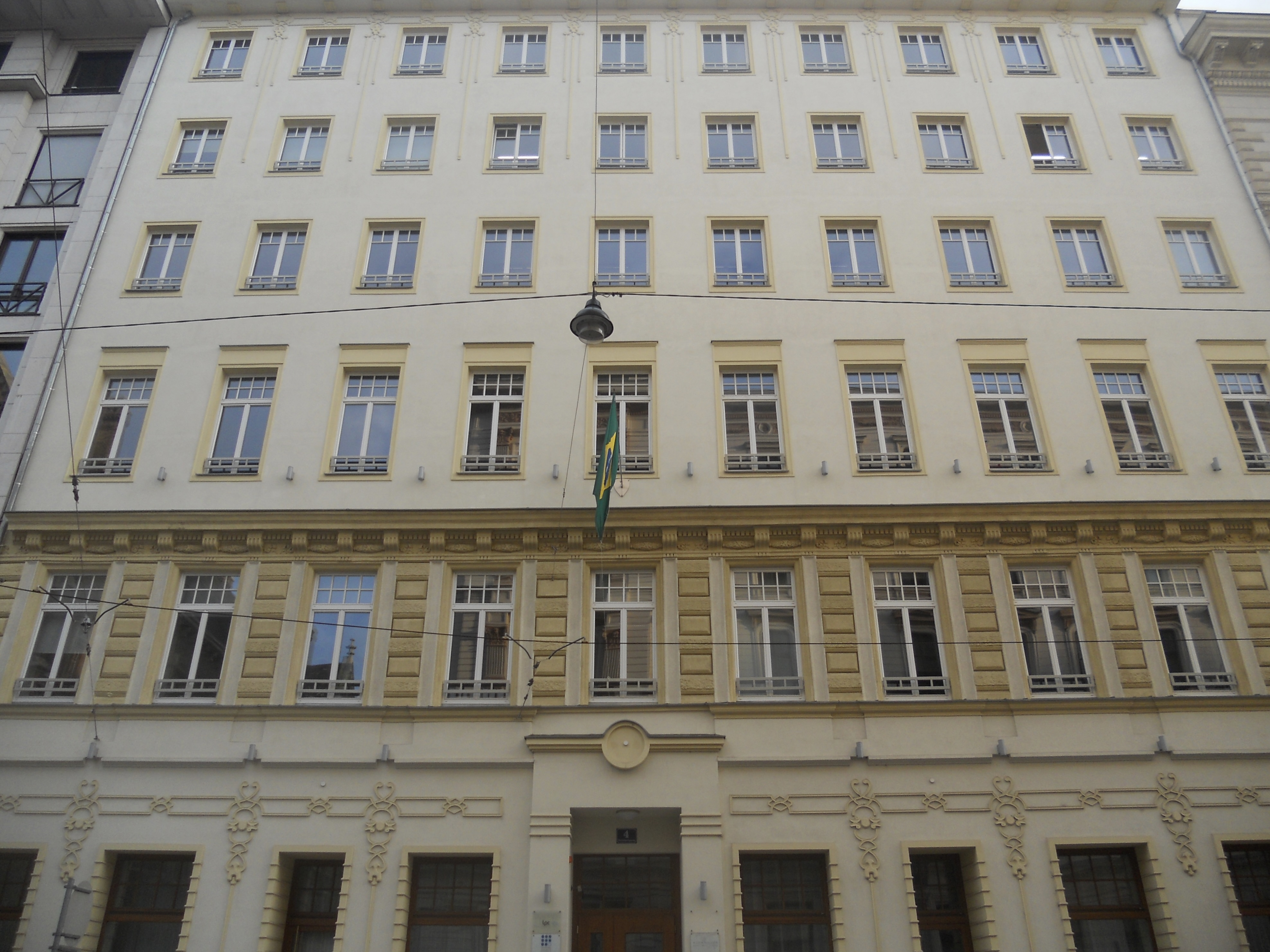
Botschaftsgebäude, die Auslandsvertretung befindet sich in Pestalozzigasse 4 in Wien.

Die ständige Vertretung der brasilianischen Regierung bei der Internationalen Atomenergie-Organisation (IAEO) befindet sich in Wien.
Das Amt wird teilweise in Personalunion mit dem Amt des Botschafters bei der Regierung der Republik Österreich ernannt.
Diese brasilianische Auslandsvertretung in Wien betreut neben der Internationalen Atomenergie-Organisation auch die Vorbereitungskommission zum Kernwaffenteststopp-Vertrag.
Portugiesisch: Missão Permanente do Brasil junto à Agência Internacional de Energia Atômica e à Comissão Preparatória da Organização do Tratado de Proibição Completa de Testes Nucleares, portugiesisch und
Englisch: Permanent Mission of Brazil to the IAEA and CTBTO.
| Bild | Ernannt       | Name                                       | Bemerkungen                                            | ernannt von                          | Posten verlassen |
| ---- | ------------- | ------------------------------------------ | ------------------------------------------------------ | ------------------------------------ | ---------------- |
|      | 1958          | Carlos Alfredo Bernardes                   | Vorsitzender des Gouverneursrates der IAEO (1958–1959) | Juscelino Kubitschek                 |                  |
|      | 7. Okt. 1962  | Carlos Frederico Duarte Gonçalves da Rocha | [ 2 ]                                                  | João Goulart                         | 5. Dez. 1962     |
|      | 5. Dez. 1962  | Mário Gibson Alves Barboza                 |                                                        | João Goulart                         | 4. Nov. 1966     |
|      | 1966          | Hélio da Fonseca e Silva Bittencourt       |                                                        | Humberto Castelo Branco              | 1968             |
|      | 1973          | Aluysio Guedes Regis Bittencourt           |                                                        | Emílio Garrastazu Médici             | 1974             |
|      | 1977          | André Teixeira de Mesquita                 | [ 3 ]                                                  | Ernesto Geisel                       |                  |
|      | 22. Sep. 1980 | Jayro Coelho                               |                                                        | João Baptista de Oliveira Figueiredo |                  |
|      | 1993          | José Maurício Bustani                      |                                                        | Itamar Franco                        |                  |
|      | 1995          | Affonso Celso de Ouro-Preto                |                                                        | Fernando Henrique Cardoso            |                  |
|      | 1999          | Sergio de Queiroz Duarte                   | Vorsitzender des Gouverneursrates der IAEO (1999–2000) | Fernando Henrique Cardoso            | 2000             |
|      | 14. Nov. 2001 | Roberto Abdenur                            |                                                        | Fernando Henrique Cardoso            | 3. Apr. 2004     |
|      | 27. Jan. 2006 | Celso Marcos Vieira de Souza               |                                                        | Luiz Inácio Lula da Silva            |                  |
|      | 24. Mai 2006  | Antonio José Vallim Guerreiro              |                                                        | Luiz Inácio Lula da Silva            |                  |
|      | 20. Sep. 2011 | Laercio Antonio Vinhas                     | Vorsitzender des Gouverneursrates der IAEO (2015–2016) | Dilma Rousseff                       | 2016             |
|      | 30. Nov. 2016 | Marcel Fortuna Biato                       |                                                        |                                      |                  |

Quelle: